# Or'
L''Or' (in russo Орь?; in kazako: Ор) è un fiume del Kazakistan settentrionale (regione di Aqtöbe) e della Russia europea sudorientale (oblast' di Orenburg), affluente di sinistra dell'Ural.
Nasce dal versante occidentale dei monti Mugodžary dall'unione dei due rami sorgentiferi Šijli e Terisbutak; scorre successivamente con direzione mediamente settentrionale, sfociando nell'Ural a 1 715 km dalla foce, nei pressi della città di Orsk alla quale ha dato il nome. La gran parte del corso dell'Or' interessa il territorio kazako, mentre appartiene alla Russia solo il basso corso. Il fiume ha una lunghezza di 332 km, l'area del suo bacino è di 18 600 km².
Il fiume è gelato da fine ottobre-novembre fino a fine marzo-primi di aprile; fatta eccezione per la citata città di Orsk, non incontra altri centri urbani di rilievo.